# Yvonne Owen
Yvonne Owen, née le 28 juillet 1923 et morte en décembre 1990, est une actrice britannique.

## Filmographie

### Cinéma
- 1945 : Le Septième Voile : Susan Brook
- 1946 : A Girl in a Million : Molly
- 1946 : The Years Between : Alice
- 1947 : Holiday Camp : Angela Kirby
- 1948 : Easy Money de Bernard Knowles : Carol (segment The Stafford Story )
- 1948 : Miranda de Ken Annakin : Betty
- 1948 : My Brother's Keeper : Meg Waring
- 1948 : Quartet : 1st. Gossip (segment "The Colonel's Lady")
- 1949 : L'homme à la cicatrice : Nellie
- 1949 : Le Mystère du camp 27 : Helen
- 1949 : Marry Me! de Terence Fisher : Sue Carson
- 1949 : Third Time Lucky : Peggy
- 1950 : Someone at the Door : Sally Martin